# 에드워드 로
에드워드 "네드" 로(Edward "Ned" Low; Lowe; Loe, 1690년경 ~ 1724년경)는 해적의 황금시대 후기인 18세기 초기에 활동한 악명높은 영국계 해적이다. 1690년경에 런던 웨스트민스터의 가난한 집에서 태어나 어렸을 때부터 도둑질을 하고 살았다. 그 뒤 메사추세츠의 보스턴으로 이사를 갔다. 1719년에 아내가 출산 후유증으로 사망했고, 2년 뒤 해적이 되어 뉴잉글랜드와 아소르스 제도, 카리브해 일대에서 활동했다.
로 해적단은 최소 1백 척 이상의 배를 나포했으며, 그 중 대부분을 불살라 버렸다.로 해적단이 활동한 기간은 불과 3년밖에 되지 않지만, 희생자를 죽이기 전에 고통스럽게 고문하여 당대 가장 잔인한 해적으로 악명을 떨쳤다. 아서 코난 도일 경은 로를 “야만적이고 대단히 위험한, 놀라울 정도로 그로테스크한 잔혹성을 가진 남자”라고 묘사했다. 1892년자 《뉴욕 타임즈》는 로를 암흑시대 스페인 종교 재판에서나 찾아볼 수 있는 잔혹한 고문자라고 불렀다. 로는 대략 1724년경에 죽은 듯 한데, 사망지가 어디고 구체적인 사망 정황이 어떠했는지는 추측만 무성할 뿐이다.

## 같이 보기
- 사략